# 케일라

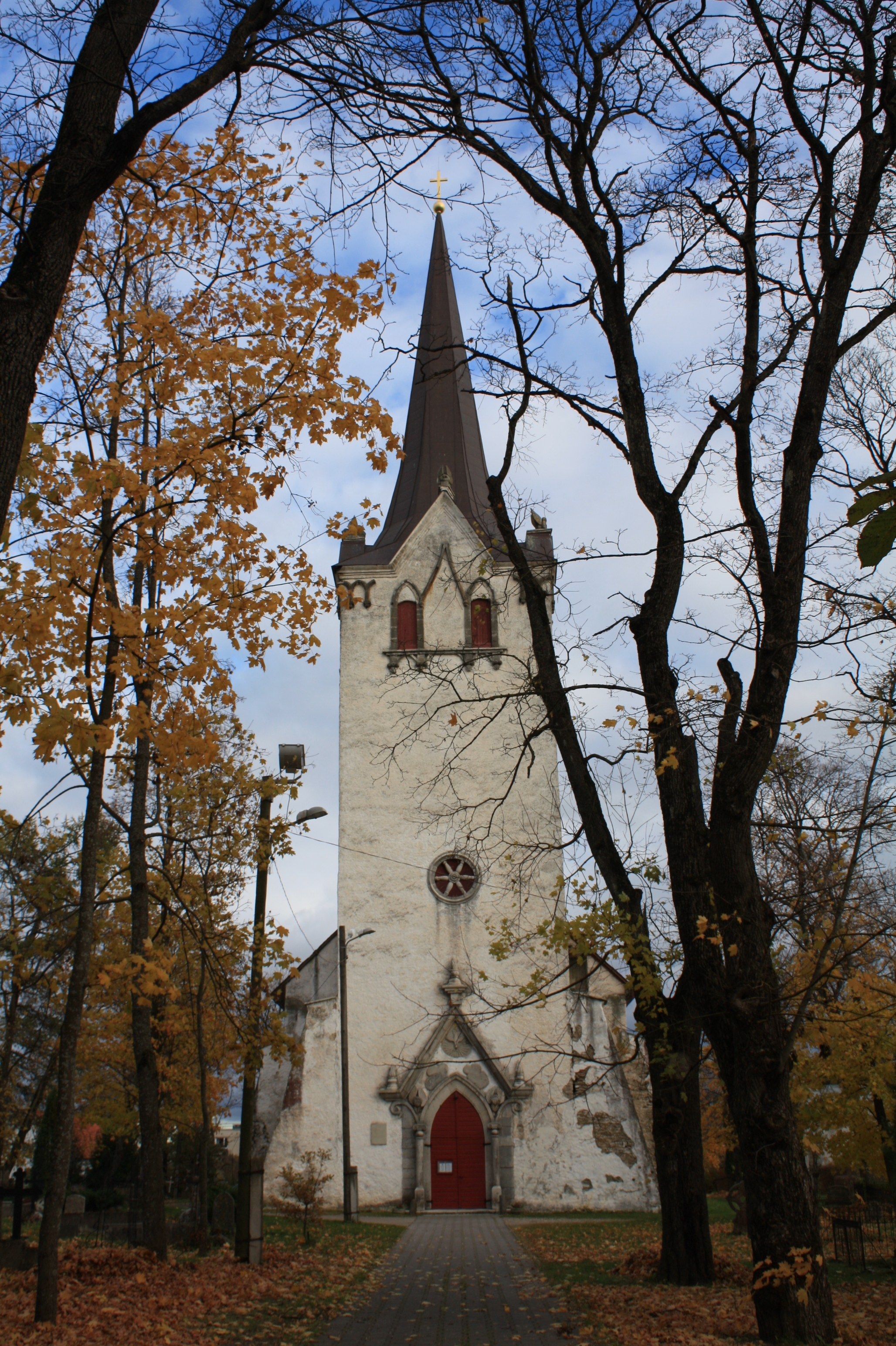
케일라 성당

케일라(에스토니아어: Keila, 독일어: Kegel)는 에스토니아 북서부에 위치한 하리우주의 도시로, 면적은 11.25km2, 인구는 9,873명(2009년 기준), 인구 밀도는 880명/km2이다.

시기
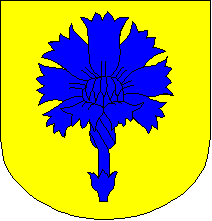
시 문장